# Church of Euthanasia
Die Church of Euthanasia (CoE) ist eine von „Reverend“ Chris Korda 1992 gegründete antinatalistische Religionsgemeinschaft mit Sitz in Delaware und Geschäftsstelle in Boston.
Die zu Beginn in Somerville, Massachusetts, ansässige Church of Euthanasia macht das rapide Bevölkerungswachstum der Menschheit verantwortlich für die Vernichtung anderer Lebensformen und wirbt daher für eine Rettung der Erde durch Suizid, Schwangerschaftsabbruch, Kannibalismus und Analverkehr. Die CoE steht damit im Gegensatz zu gemäßigteren Vertretern antinatalistischer Positionen, wie z. B. dem Voluntary Human Extinction Movement, welche zwar ebenfalls das Aussterben der Menschheit propagieren, dabei aber explizit Mord, Suizid und Schwangerschaftsabbruch als Methoden zur Erreichung dieses Ziels ablehnen.
Nach eigener Aussage gründete Korda die Gemeinschaft nach einem Traum, in dem ein The Being genanntes Wesen ihn zur Rettung der Erde durch Selbstmord aufgefordert hatte. Das erste und einzige „Gebot“ der Gemeinschaft lautet Thou shalt not procreate (Du sollst dich nicht fortpflanzen). Die Gemeinschaft nimmt auch Mütter und Väter auf, allerdings nur unter der Verpflichtung, keine weiteren Nachkommen zu zeugen. Ein Verstoß gegen diese Richtlinie hat den Ausschluss aus der Gemeinschaft zur Folge.
Die CoE ist in den Vereinigten Staaten als Glaubensgemeinschaft offiziell anerkannt. Laut eigener Auskunft zählte die CoE 1996 in den Vereinigten Staaten mehrere hundert Mitglieder.
In den Vereinigten Staaten wurde die Gemeinschaft erstmals 1997 einem größeren Publikum bekannt, nachdem Mitglieder der CoE in einer „I Want to Join a Suicide Cult“ betitelten Folge der The Jerry Springer Show aufgetreten waren. Massive Kritik rief das nach den Terroranschlägen am 11. September 2001 auf der CoE-Website veröffentlichte Musikvideo I Like To Watch hervor, in dem Filmmaterial aus der Berichterstattung zu den Anschlägen mit Ausschnitten aus pornografischen Filmen und Sportereignissen zusammengefügt war. Daneben nutzt die CoE vor allem öffentlichkeitswirksame Guerilla-Aktionen wie Angriffe auf Samenbanken mit schaumsprühenden Riesenpenissen, „kannibalistische“ Geschmackstests in Einkaufszentren oder Gegendemonstrationen bei Pro-Life-Demos vor Abtreibungskliniken zur Bekanntmachung ihrer Ziele.